# Dane Wardenburg
Dane Wardenburg (Creston, 1º ottobre 1987) è un ex giocatore di football americano e allenatore di football americano statunitense, che ha giocato come offensive lineman.
Dopo aver giocato per la squadra universitaria dei Northwest Missouri State Bearcats non ha proseguito come giocatore professionista ma è diventato allenatore di squadre di college di Division II e III.

## Palmarès
- 1 Mondiale (2011)